# Tar (Maďarsko)
Tar je obec v Maďarsku v župě Nógrád.
Rozkládá se na ploše 27,34 km² a v roce 2024 zde žilo 1 728 obyvatel.